# François-Antoine Robit
François-Antoine Robit (1752-1815) est un marchand drapier et collectionneur d'œuvres d'art français.

## Biographie
Personnage assez mystérieux, Robit obtient un privilège de tailleur le 10 février 1774. Il acquiert ensuite de nombreuses maisons dans Paris, en particulier dans les quartiers des Halles et du Louvre. En 1781, il achète l'ancien hôtel de Losse, 4, rue du Bouloi, dont il fait sa résidence principale jusqu'à sa mort.
Devenu un important marchand drapier parisien, François-Antoine Robit est mentionné le 3 novembre 1785 comme pourvu de l'office de conseiller secrétaire de la maison du Roi, audiencier auprès du parlement de Besançon.
Les 24-26 avril 1792, il est l'acquéreur d'un nombre important d'œuvres lors de la vente de la collection du collectionneur François-Michel Harenc de Presle (1710-1802) à Paris chez Lebrun, vente qui fut annulée, et qui profita à Robit par un accord de gré à gré.
Le 27 avril 1801, est annoncée dans la Gazette nationale, la mise en vente de la collection d'œuvres d'art du citoyen Robit, « accumulée durant l'espace de trente années », au Mont-de-piété, situé alors au 45 de la rue Vivienne : cette vente dirigée par Alexandre Joseph Paillet et Grégoire-Hippolyte de la Roche (1761-1839) — le père du peintre Paul Delaroche —, fait suite à d'importants problèmes de trésorerie que connaît Robit dans son commerce. Une nouvelle vacation a lieu au même endroit le 11 mai suivant. La vente terminée totalise un montant record de 700 000 francs de l'époque. Le principal acquéreur est le chimiste Armand Séguin, et la présence de commissionnaires anglais est signalée.
En novembre 1801, le marchand d'art Michael Bryan parvient à négocier le transfert depuis Paris de 80 toiles issues de la collection Robit, et les fait acheter par le baronnet Simon Haughton Clarke (1764-1832) et le négociant et armateur négrier George Hibbert (1757-1837), en les exposant à Londres, dans sa nouvelle galerie, située sur Savile Row.
En 1808, il connaît à nouveau d'importants problèmes financiers, puisque de nombreux biens immobiliers lui sont saisis par ses créanciers.
Il meurt, âgé de 73 ans, au 4, rue de la Bibliothèque.

## Œuvres issues de la collection Robit

Exemples de tableaux
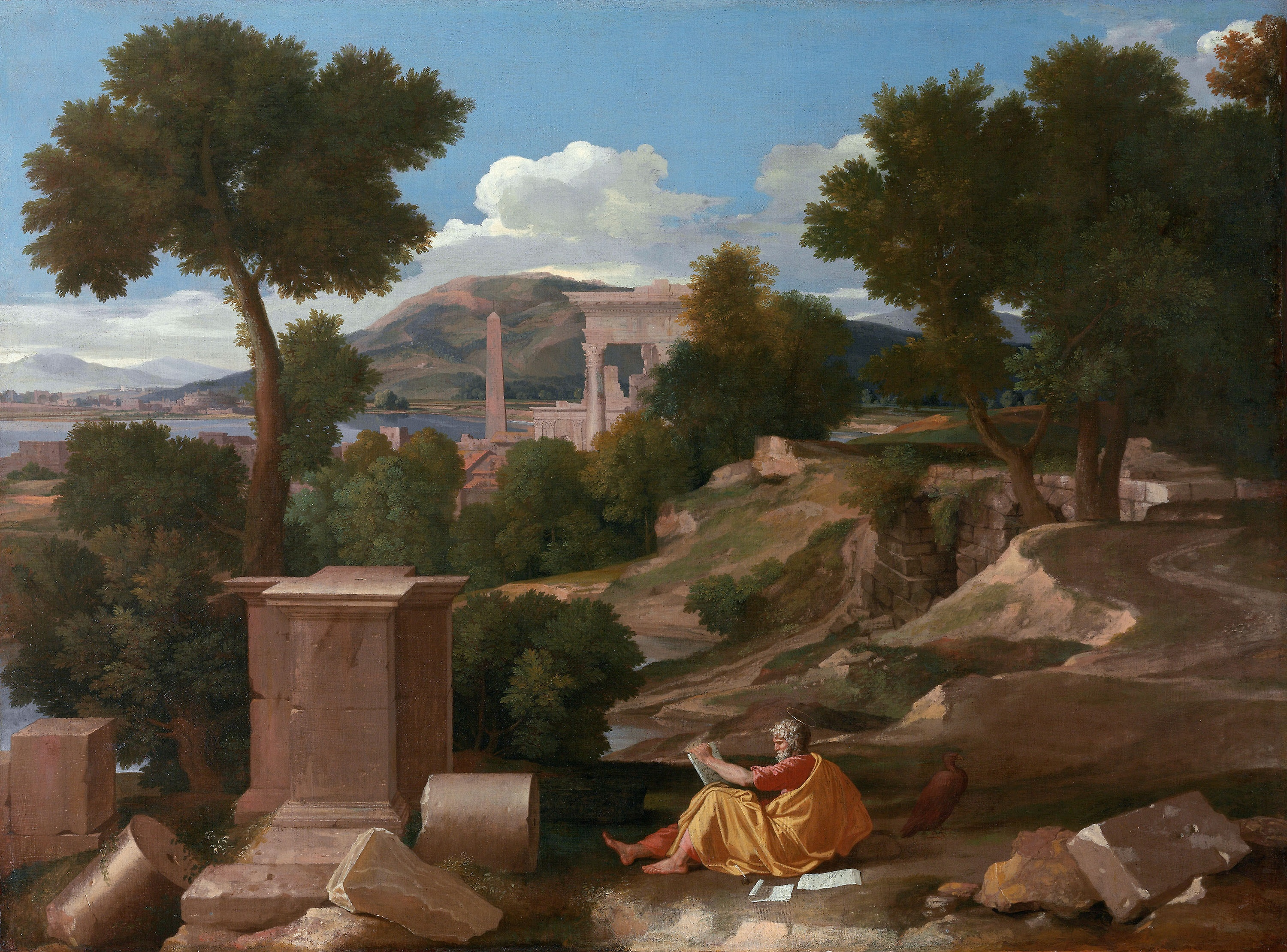
Paysage avec saint Jean à Patmos de Nicolas Poussin
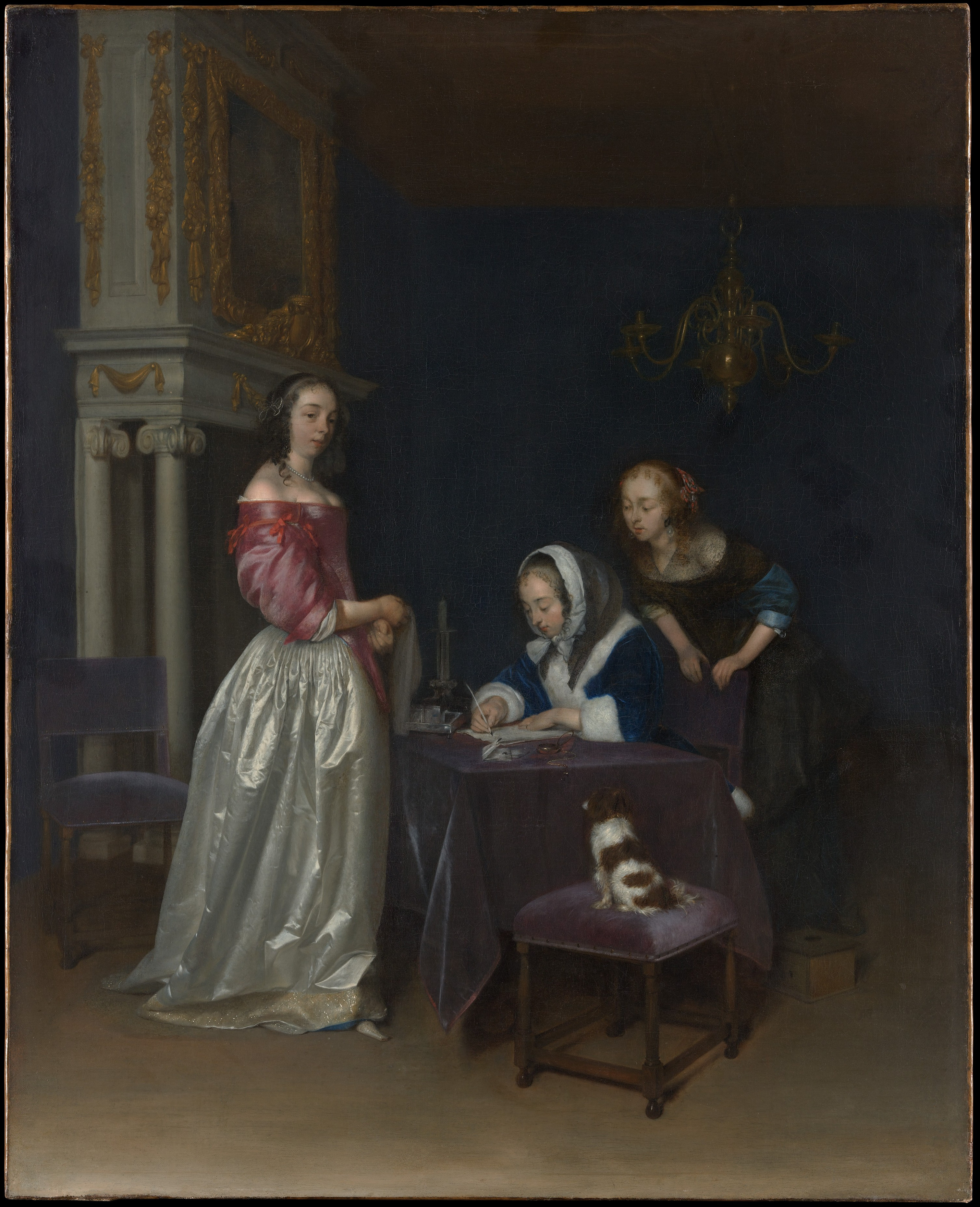
Indiscrétion (1660-1662) de Gerard ter Borch
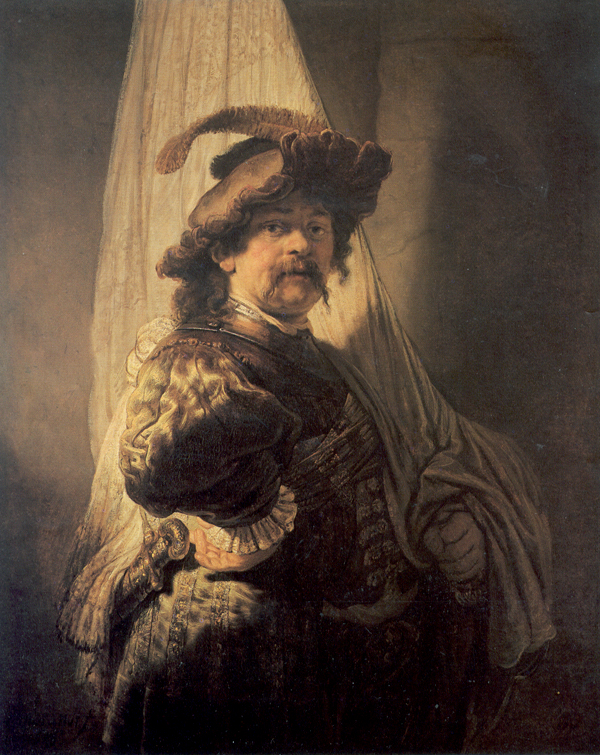
Le Porte-drapeau de Rembrandt
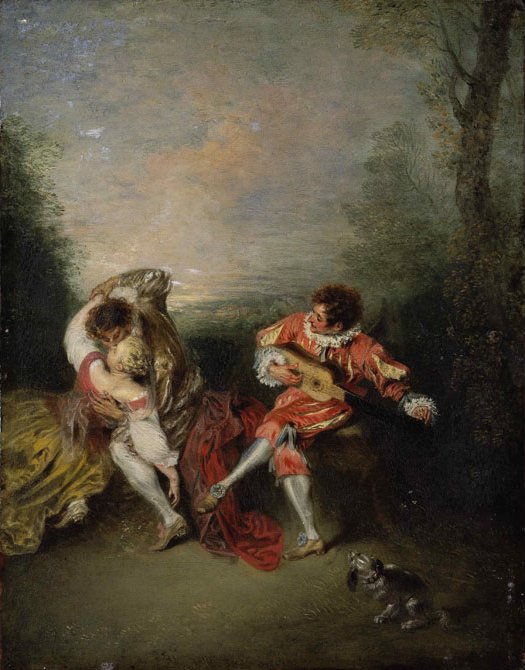
La Surprise d'Antoine Watteau